# Championnats du monde de karaté 1984
Navigation
Édition précédente Édition suivante
Les championnats du monde de karaté 1984 ont eu lieu à Maastricht, aux Pays-Bas, en 1984. Il s'agissait de la septième édition des championnats du monde de karaté senior. Au total, 930 karatékas provenant de 49 pays du monde ont participé aux treize épreuves au programme.

## Résultats

### Épreuves individuelles

#### Kata
| Rang | Pays      | Karatéka             |
| ---- | --------- | -------------------- |
| 1    | Japon     | T. Sakamoto          |
| 2    | Japon     | M. Koyama            |
| 3    | Allemagne | Efthimios Karamitsos |

| Rang | Pays           | Karatéka     |
| ---- | -------------- | ------------ |
| 1    | Japon          | Mie Nakayama |
| 2    | Japon          | S. Takagi    |
| 3    | Taipei chinois | M. Chu       |

#### Kumite

##### Kumitemasculin
| Rang | Pays      | Karatéka     |
| ---- | --------- | ------------ |
| 1    | Allemagne | Dirk Betzien |
| 2    | Italie    | N. Simmi     |
| 3    | Pays-Bas  | I. Alberto   |
| 3    | Japon     | S. Hasegawa  |

| Rang | Pays     | Karatéka        |
| ---- | -------- | --------------- |
| 1    | Suède    | Ramon Malavé    |
| 2    | Mexique  | I. Lugo         |
| 3    | Pays-Bas | R. Van Loon     |
| 3    | Belgique | M. Van Reyboeck |

| Rang | Pays        | Karatéka     |
| ---- | ----------- | ------------ |
| 1    | Royaume-Uni | J. Collins   |
| 2    | Espagne     | G. Rodroguez |
| 3    | Royaume-Uni | C. Hackett   |
| 3    | Espagne     | F. Hita      |

| Rang | Pays     | Karatéka      |
| ---- | -------- | ------------- |
| 1    | Pays-Bas | T. Stelling   |
| 2    | Suisse   | J. Gomez      |
| 3    | France   | Serge Serfati |
| 3    | Japon    | Y. Uchida     |

| Rang | Pays        | Karatéka      |
| ---- | ----------- | ------------- |
| 1    | Royaume-Uni | P. McKay      |
| 2    | Pays-Bas    | Otti Roethoff |
| 3    | Pays-Bas    | Dudley Josepa |
| 3    | Italie      | G. Sacchi     |

| Rang | Pays        | Karatéka      |
| ---- | ----------- | ------------- |
| 1    | Royaume-Uni | J. Atkinson   |
| 2    | Italie      | C. Guazzaroni |
| 3    | Italie      | M. Di Luigi   |
| 3    | France      | Marc Pyrée    |

| Rang | Pays        | Karatéka         |
| ---- | ----------- | ---------------- |
| 1    | France      | Emmanuel Pinda   |
| 2    | France      | Patrice Ruggiero |
| 3    | Royaume-Uni | Vic Charles      |
| 3    | Finlande    | Jyri Kauria      |

##### Kumiteféminin
| Rang | Pays       | Karatéka           |
| ---- | ---------- | ------------------ |
| 1    | France     | Sophie Berger      |
| 2    | Norvège    | Anita Myhren       |
| 3    | États-Unis | K. Friedr          |
| 3    | France     | Catherine Girardet |

| Rang | Pays           | Karatéka    |
| ---- | -------------- | ----------- |
| 1    | Japon          | T. Konishi  |
| 2    | Taipei chinois | K. Wang     |
| 3    | Royaume-Uni    | B. Morris   |
| 3    | Finlande       | Sari Nybäck |

| Rang | Pays        | Karatéka        |
| ---- | ----------- | --------------- |
| 1    | Pays-Bas    | Guus van Mourik |
| 2    | Royaume-Uni | Y. Bryan        |
| 3    | Norvège     | Kari Lunde      |
| 3    | Norvège     | Stine Nygård    |

### Épreuve par équipes
| Rang | Pays                            |
| ---- | ------------------------------- |
| 1    | Royaume-Uni                     |
| 2    | Suède                           |
| 3    | Espagne (José María Torres ...) |
| 3    | France                          |

## Tableau des médailles
Au total, 50 médailles ont été attribuées à 15 pays différents, et six sont repartis avec au moins une médaille en or. Le Royaume-Uni termine en tête du tableau des médailles tandis que le pays hôte se classe quatrième avec un total de six médailles.
| Tableau des médailles |                |    |        |        |       |
| Rang                  | Pays           | Or | Argent | Bronze | Total |
| 1                     | Royaume-Uni    | 4  | 1      | 3      | 8     |
| 2                     | Japon          | 3  | 2      | 2      | 7     |
| 3                     | France         | 2  | 1      | 4      | 7     |
| 4                     | Pays-Bas       | 2  | 1      | 3      | 6     |
| 5                     | Suède          | 1  | 1      | 0      | 2     |
| 6                     | Allemagne      | 1  | 0      | 1      | 2     |
| 7                     | Italie         | 0  | 2      | 2      | 4     |
| 8                     | Espagne        | 0  | 1      | 2      | 3     |
| 8                     | Norvège        | 0  | 1      | 2      | 3     |
| 10                    | Taipei chinois | 0  | 1      | 1      | 2     |
| 11                    | Mexique        | 0  | 1      | 0      | 1     |
| 11                    | Suisse         | 0  | 1      | 0      | 1     |
| 13                    | Finlande       | 0  | 0      | 2      | 2     |
| 14                    | Belgique       | 0  | 0      | 1      | 1     |
| 14                    | États-Unis     | 0  | 0      | 1      | 1     |